# Matej Jonjić
Matej Jonjić (ur. 29 stycznia 1991 w Splicie) – chorwacki piłkarz występujący na pozycji obrońcy, zawodnik Cerezo Osaka.

## Życiorys

### Kariera klubowa
Od 2009 roku występował w klubach: Hajduk Split, NK Zadar, NK Osijek i Incheon United FC.
1 stycznia 2017 podpisał kontrakt z japońskim klubem Cerezo Osaka, umowa do 31 stycznia 2020.

### Kariera reprezentacyjna
Był reprezentantem Chorwacji w kategoriach wiekowych: U-16, U-17, U-18 i U-19.

## Sukcesy

### Klubowe
Hajduk Split
- Zdobywca drugiego miejsca Prva hrvatska nogometna liga: 2009/2010, 2010/2011
- Zdobywca Pucharu Chorwacji: 2009/2010, 2012/2013
- Zdobywca drugiego miejsca Superpucharu Chorwacji: 2013/2014

Incheon United FC
- Zdobywca drugiego miejsca Pucharu Korei Południowej: 2015

Cerezo Osaka
- Zdobywca Pucharu Japonii: 2017
- Zdobywca Pucharu Ligi Japońskiej: 2017
- Zdobywca Superpucharu Japonii: 2018
- Zdobywca drugiego miejsca Copa Suruga Bank: 2018